# Марушевец
Марушевец (хорв. Maruševec) — община с центром в одноимённом посёлке на севере Хорватии, в Вараждинской жупании. Население 550 человек в самом посёлке и 6757 человек во всей общине (2001). Подавляющее большинство населения — хорваты (99,16 %). В состав общины кроме Марушевца входит ещё 15 деревень.
Марушевец находится примерно в 10 километрах к западу от Вараждина и в 10 км к северо-востоку от Иванеца. К северу от посёлка находятся сельскохозяйственные угодья Подравины, к югу начинаются холмы, отроги Иваншчицы.
Усадьба в Марушевце (Dvorac Maruševec) впервые упомянута в 1547 году, когда она принадлежала семейству Врагович. Впоследствии часто меняла владельцев, с конца XIX века принадлежала семье Понграц (Pongratz), которые провели ряд перестроек и реставрационных работ в усадьбе и парке. После 1945 года усадьба национализирована, а Понграцы эмигрировали в Австрию. После обретения Хорватией независимости в усадьбе располагается муниципалитет общины, который в то же время ищет инвестора для реставрационных работ.
Приходская церковь Святого Георгия ( Sv. Juraja )весьма древняя, церковь с таким названием упоминается в архивных документах Вараждинской епархии за 1334 год. Многократно перестраивалась.